# Mausolée de Fabara
Le mausolée de Fabara ou mausolée de Lucius Æmilius Lupus ou, localement, casa de Moros, est un monument funéraire romain de type mausolée-temple situé sur la rive gauche de la Matarraña près de la localité de Fabara, dans la province espagnole de Saragosse.
Il est construit au IIe siècle et se caractérise par la présence d'une crypte funéraire semi-enterrée. La reconstitution de deux inscriptions lapidaires sur sa façade permet de déterminer qu'il est dédié à un jeune adolescent. En 1931, le mausolée est déclaré bien d'intérêt culturel avant de revenir à l'État espagnol en 1942.

## Localisation
Il s'agit probablement du monument de ce type le mieux préservé de toute la péninsule ibérique. Il est situé sur la rive gauche de la Matarraña, à environ un kilomètre au nord-ouest de Fabara dans la province espagnole de Saragosse.
Cette région, dans les premiers siècles de notre ère, est florissante grâce à la culture de céréales et de riches familles d'origine romaine choisissent de s'y installer pour y construire leurs villas. De fait, de nombreux vestiges d'établissements ruraux sont signalés sur plusieurs sites archéologiques dans ce secteur.

## Historique
Le mausolée semble construit vers la fin du IIe siècle apr. J.-C. bien que des monuments très précoces de ce style existent dès l'époque de Trajan. Il est dénommé localement « casa de Moros » : l'architecture pré-médiévale espagnole a longtemps été attribuée aux musulmans.
Avant d'intéresser archéologues et historiens et sans doute en raison de la position excentrée du site, le monument n'est connu qu'au travers de légendes ayant trait à son histoire, notamment à son origine mauresque présumée et à son supposé pouvoir de porter malheur à quiconque voudrait le détruire — c'est peut-être pour cette raison qu'il est aussi bien conservé —. Il est utilisé comme habitation par des ouvriers, des vagabonds ou des bandits. Ce n'est qu'en 1874 qu'il est officiellement signalé à l'administration espagnole, l'Académie royale d'histoire en l'occurrence. C'est à cette date qu'en sont réalisés les premiers dessins et que les premières notices descriptives et historiques sont rédigées.
Il connaît de nombreux propriétaires successifs jusqu'en 1942 où il revient à l'État après avoir été, en 1931, déclaré bien d'intérêt culturel.
En 2014, l'emploi d'un scanner tridimensionnel permet de réaliser une restitution virtuelle mais complète (cella et crypte) du monument.

## Description

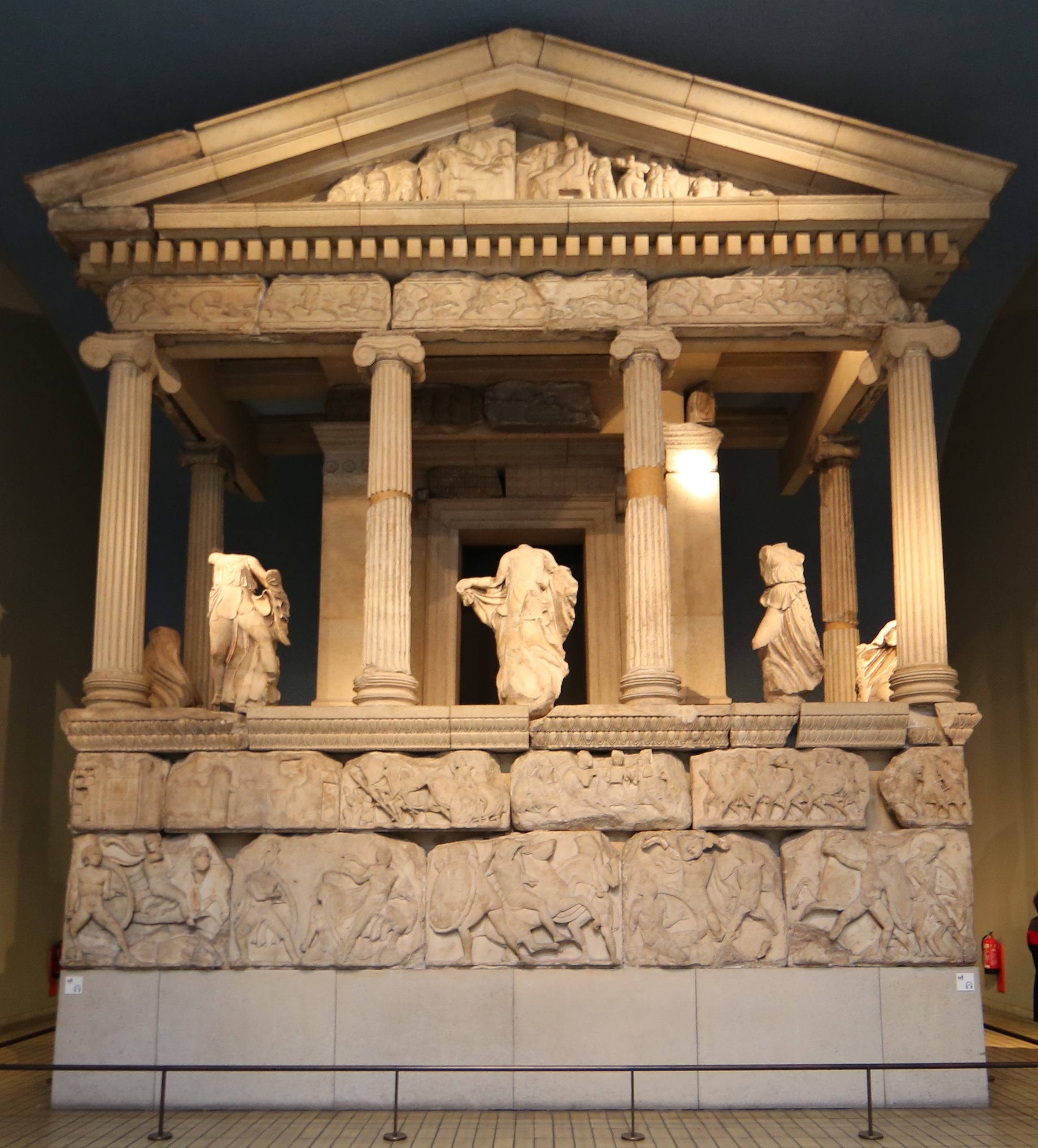
Monument des Néréides.

L'architecture de ce type de mausolée semble inspirée des monuments funéraires édifiés en Asie mineure à l'époque hellénistique, comme le monument des Néréides de Xanthe.

### Architecture

Plan du mausolée.

Le monument, élevé sur un léger podium, est bâti sur plan rectangulaire de 7,40 × 6,06 m. Il est orienté sur les quatre points cardinaux, son entrée étant tournée vers l'est. Il s'agit d'un monument prostyle avec quatre colonnes lisses en façade ; deux sont adossées aux mur latéraux et deux autres occupent l'intervalle sur la largeur de la façade. Les murs de la cella sont décorés de pilastres cannelés, un à chaque angle de la façade arrière et un au milieu de chaque mur latéral. Ces murs dont parementés de gros blocs de grès assemblés à joints vifs sans mortier ; les blocs sont solidarisés par des crampons en métal et leur épaisseur diffère selon qu'il s'agit des murs latéraux (0,88 m) ou du mur du fond (0,62 m).
Les pilastres et colonnes, d'ordre toscan, supportent un entablement décoré d'une frise. Cet entablement supportait en façade une inscription en lettres de bronze clouées, aujourd'hui disparue ; seule demeure leur empreinte dans la pierre. Sur les côtés et à l'arrière, l'entablement d'ordre ionique est décoré de motifs floraux et de guirlandes différents d'une face à l'autre. Cette association des ordres toscan et ionique sur un même édifice n'apparaît qu'au IIe siècle sous la dynastie des Antonins.
L'entablement est surmonté d'un fronton sur chacune des deux façades. À l'est, au-dessus de l'entrée, le fronton est très endommagé, mais l'inscription qu'il porte permet toutefois d'identifier le dédicataire du monument. L'autre, à l'ouest, n'est pas gravé mais bien mieux préservé. La toiture à deux pans qui suivait la pente de ces frontons a disparu, laissant apparaître l'extrados de la voûte en berceau surbaissé de la cella,. Le sol de cette dernière est composé de dalles jointes au mortier et recouvertes d'un enduit.
Un pronaos peu profond prend place entre la colonnade et le mur de façade de la cella ; il est encadré latéralement par deux murs larges de 0,54 m et s'ouvre dans la cella par une porte large de 1,70 m. La crypte funéraire semi-enterrée sous le monument, en partie dans le podium et en partie en sous-sol, est également voûtée en berceau ; elle est accessible par un escalier à partir de l'intérieur de la cella, à gauche de la porte de celle-ci,.

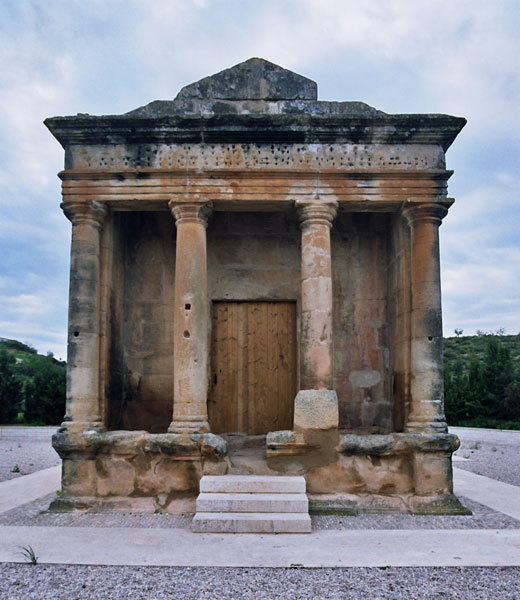
Façade principale (est).
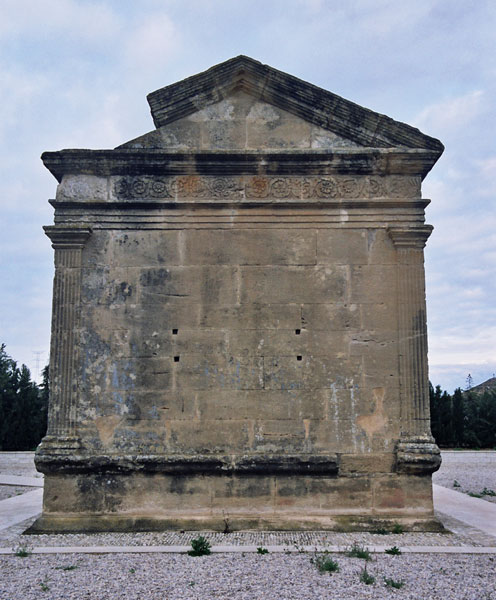
Façade arrière (ouest).
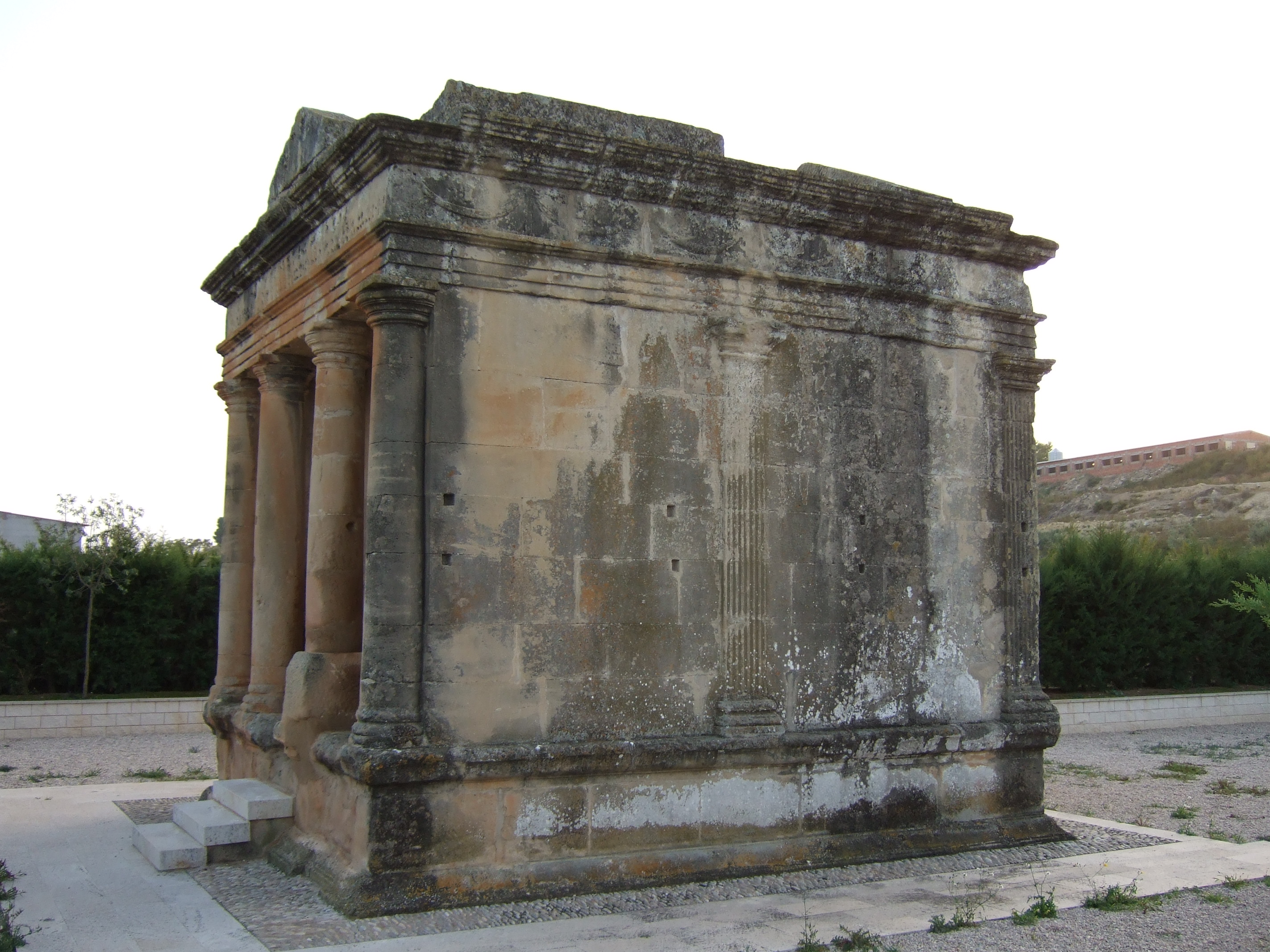
Mur latéral (nord).
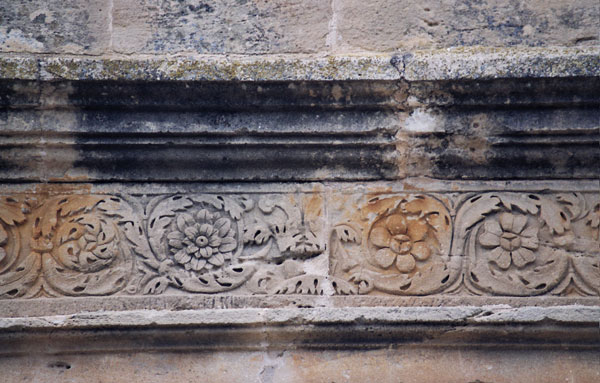
Entablement (ouest).
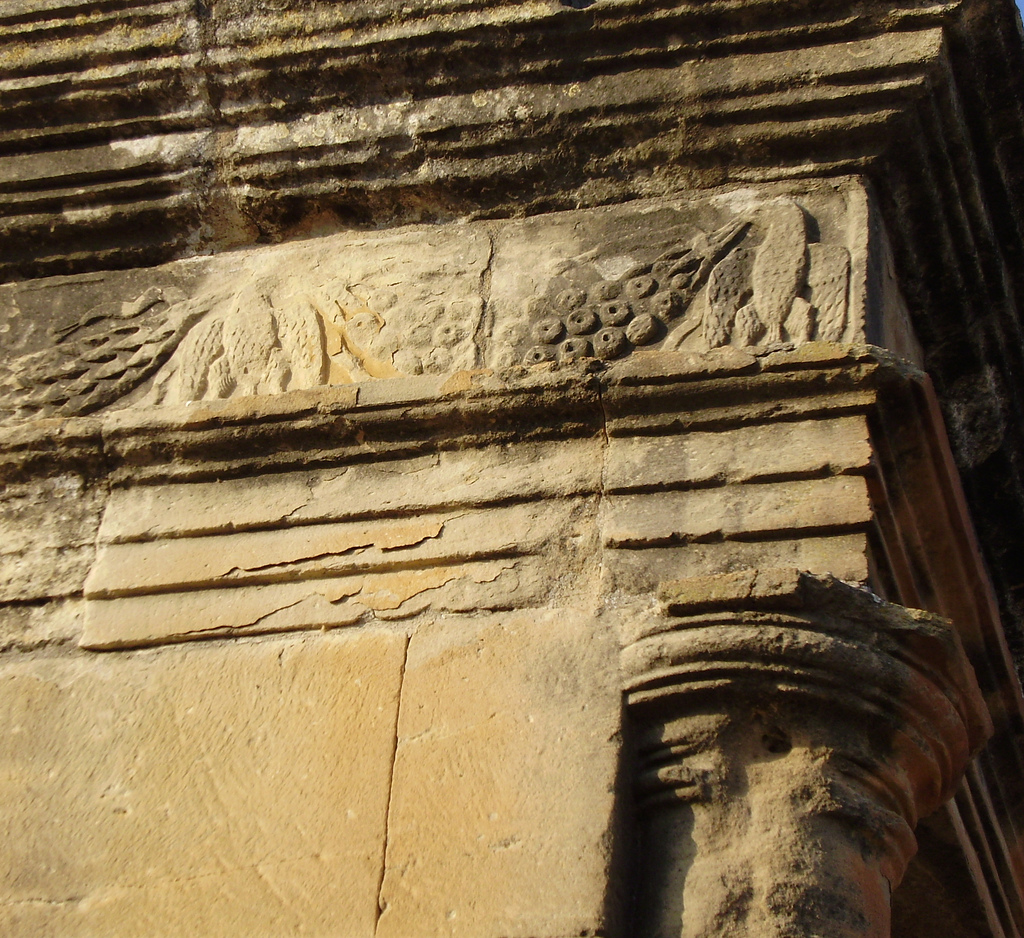
Entablement (angle sud-est).

### Épigraphie
Les inscriptions lapidaires portées en façade sur l'entablement et, au-dessus, sur le fronton, peuvent être reconstituées dans leur presque totalité grâce aux traces laissées dans la pierre (fronton) ou l'empreinte des clous qui servaient à fixer les lettres en métal (entablement), même si le restitution proposée dans le Corpus Inscriptionum Latinarum semble partiellement inexacte,.
- Inscription du fronton (sur une ligne unique de 150 × 12 cm) :

L(uci)•A(e)MILI•LUPI
- Inscription de l'entablement (sur deux lignes, une largeur totale de 5,20 m et des lettres de 14 à 15 cm de haut) :

L(uci)•AEMILI•LVPI•AN(norum)•XIII
L(ucius)•AEM(ilius)•PRISCUS•PATER•ET•DOM(itia)•SEVERA•MAT(er)•F(ecerunt)
L'identité du mort à qui ce mausolée est destiné et qui possède un nom romain est ainsi établie : il s'agit de Lucius Æmilius Lupus, probablement un enfant mort jeune, peut-être à l'âge de treize ans (XIII) selon l'historien Francisco Beltrán Lloris. Ce sont ses parents (Lucius Æmilius Priscus et Domitia Severa) qui élèvent son tombeau.